# Liste der Obelisken in Rom

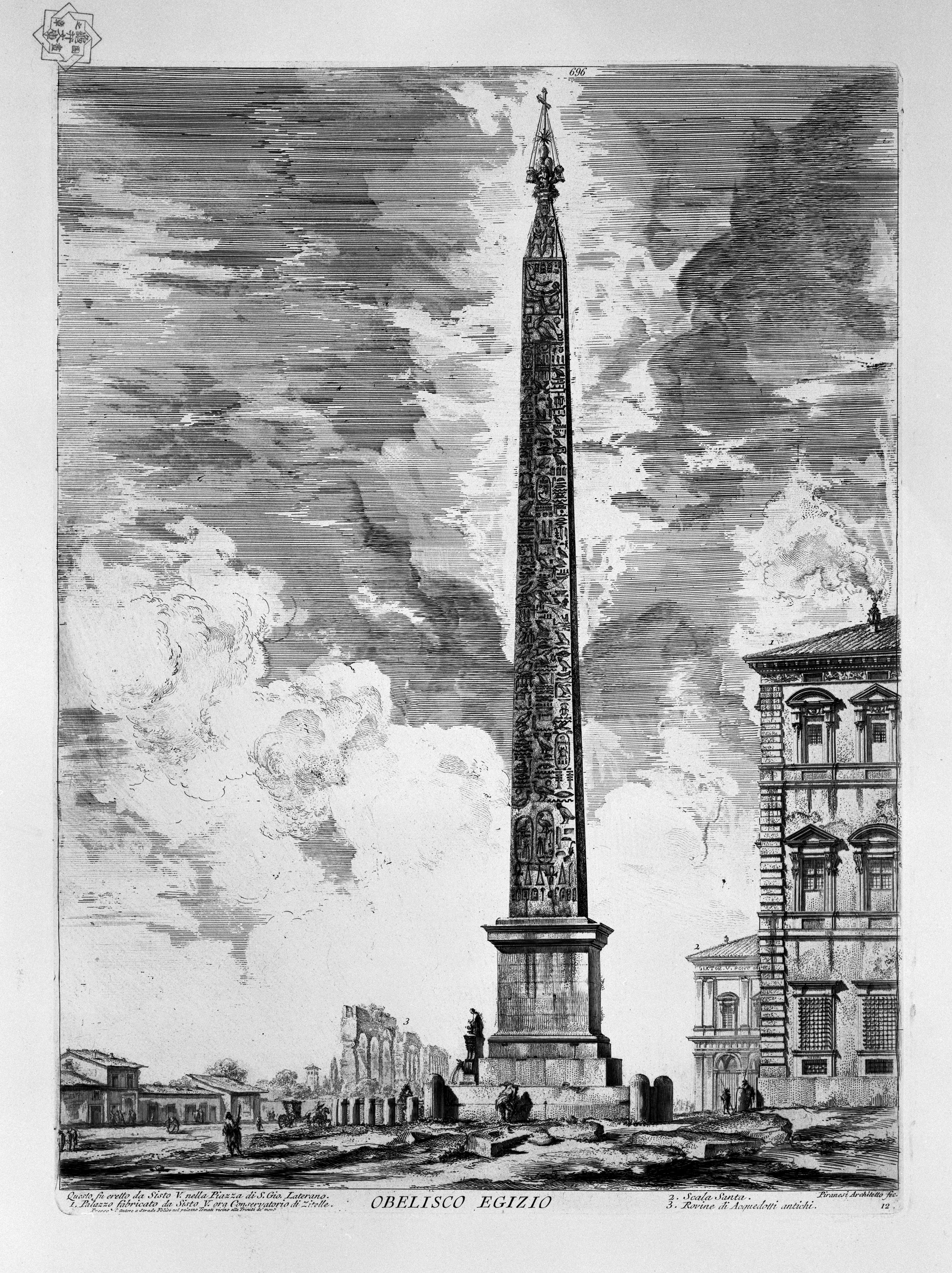
Obelisk auf dem Lateransplatz
Kupferstich von Giovanni Battista Piranesi (1748)

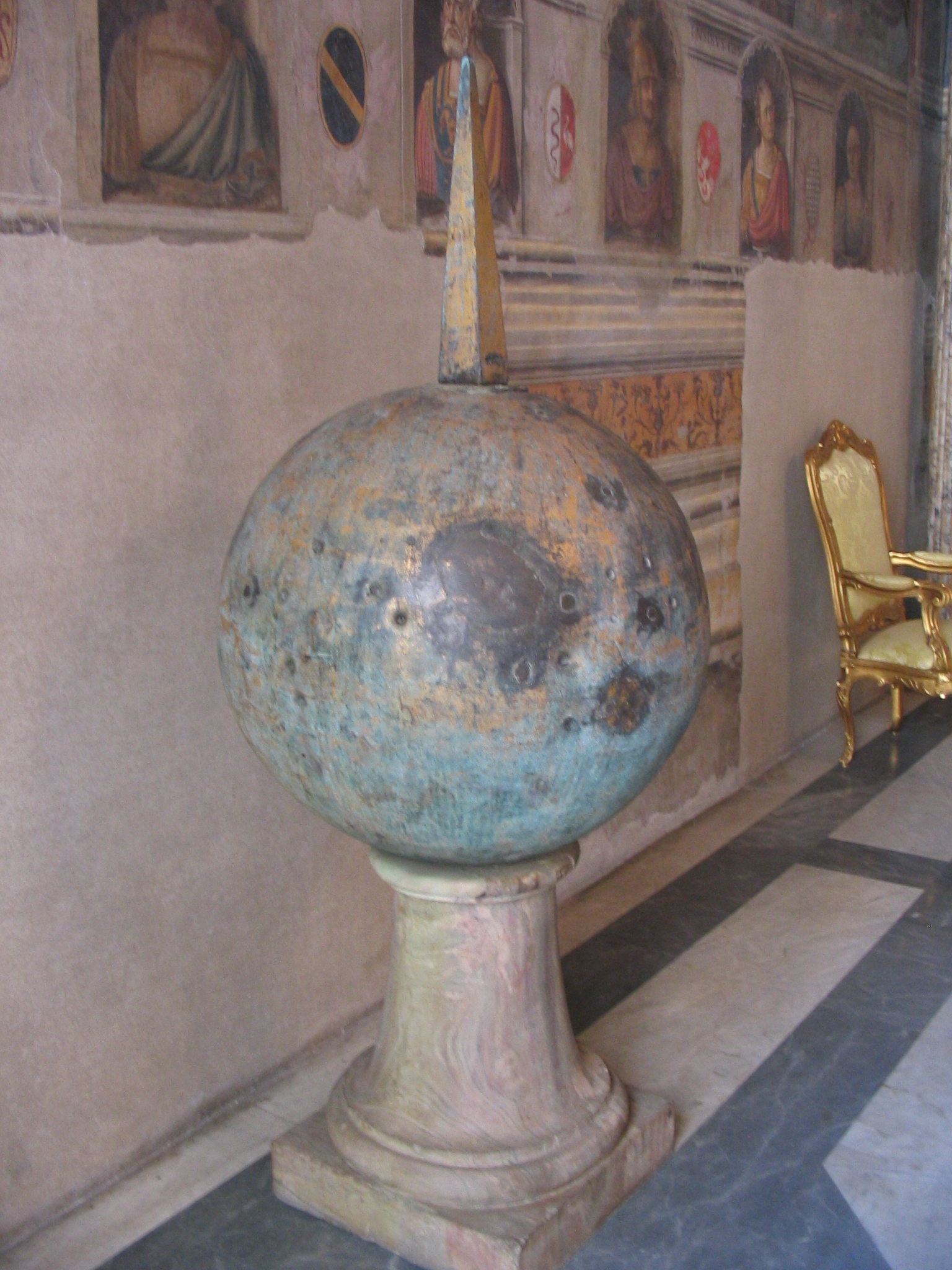
Antike Obeliskenspitze aus den Kapitolinischen Museen

Rom ist die Stadt mit den meisten antiken Obelisken und wird daher auch die Stadt der Obelisken genannt. Acht altägyptische und fünf antike römische Obelisken sind im Stadtgebiet aufgestellt, ein weiterer Obelisk wird gerüchteweise vergraben in der Nähe der Kirche San Luigi dei Francesi vermutet.
Die Obelisken wurden größtenteils von den römischen Kaisern aus Ägypten nach Rom gebracht, einige auch direkt in Rom angefertigt. Von den Päpsten wurden sie wieder aufgerichtet und an neuen Standorten aufgestellt. Teilweise sollten sie als Wegweiser für Pilger dienen, wie etwa vor dem Lateran oder bei Santa Maria Maggiore.
Eine Sonderstellung nimmt der im 20. Jahrhundert geschaffene Mussolini-Obelisk ein, der am 4. November 1932 von Mussolini auf dem Foro Mussolini (heute Foro Italico) eingeweiht wurde. Bis zum Jahr 2005 stand zudem eine antike äthiopische Stele in der Stadt.

## Übersicht
Die Obelisken sind nach Herkunft und erhaltener Höhe aufgelistet.
| Name                     | Herkunft    | Erhaltene Höhe (m) | Gewicht (t) | Standort                         | Geokoordinaten                   | Bild                                                                   |
| ------------------------ | ----------- | ------------------ | ----------- | -------------------------------- | -------------------------------- | ---------------------------------------------------------------------- |
| Lateranischer Obelisk    | Ägyptisch   | 34                 | 460         | Piazza San Giovanni in Laterano  | 41° 53′ 12,6″ N, 12° 30′ 17,2″ O | Obelisk auf dem Lateransplatz                                          |
| Vatikanischer Obelisk    | Ägyptisch   | 25                 | 326         | Petersplatz                      | 41° 54′ 8,1″ N, 12° 27′ 26,1″ O  | Der Obelisk auf dem Petersplatz                                        |
| Obelisco Flaminio        | Ägyptisch   | 23,84              | 263         | Piazza del Popolo                | 41° 54′ 38,6″ N, 12° 28′ 34,8″ O | Obelisk auf der Piazza del Popolo                                      |
| Obelisco di Montecitorio | Ägyptisch   | 21,79              | 214         | Piazza Montecitorio              | 41° 54′ 2,5″ N, 12° 28′ 43,2″ O  | Obelisk vor dem Palazzo di Montecitorio                                |
| Obelisco Macuteo         | Ägyptisch   | 6,34               | ?           | Piazza della Rotonda             | 41° 53′ 57,6″ N, 12° 28′ 36,3″ O | Der Obelisk vor dem Pantheon                                           |
| Obelisco di Dogali       | Ägyptisch   | 6                  | ?           | Viale delle Terme di Diocleziano | 41° 54′ 7,8″ N, 12° 29′ 50,9″ O  | Der Obelisco di Dogali im Park an der Viale delle Terme di Diocleziano |
| Obelisco della Minerva   | Ägyptisch   | 5,47               | 5           | Piazza della Minerva             | 41° 53′ 52,7″ N, 12° 28′ 39,2″ O | Berninis Elefant auf der Piazza della Minerva                          |
| Obelisco Matteiano       | Ägyptisch   | 2,68               | ?           | Villa Celimontana                | 41° 53′ 0,2″ N, 12° 29′ 43,2″ O  | Obelisk im Park der Villa Celimontana                                  |
| Obelisco Agonale         | Römisch     | 16,54              | 93          | Piazza Navona                    | 41° 53′ 56,3″ N, 12° 28′ 23,1″ O | Obelisk auf der Piazza Navona                                          |
| Obelisco Esquilino       | Römisch     | 14,7               | ?           | Piazza dell’Esquilino            | 41° 53′ 53,4″ N, 12° 29′ 51″ O   | Ansicht der Rückseite von Santa Maria Maggiore mit dem Obelisken       |
| Obelisco del Quirinale   | Römisch     | 14,7               | ?           | Piazza del Quirinale             | 41° 53′ 56,7″ N, 12° 29′ 11,9″ O | Obelisk vor dem Quirinals-Palast                                       |
| Obelisco Sallustiano     | Römisch     | 13,92              | ?           | vor Santissima Trinità dei Monti | 41° 54′ 22,1″ N, 12° 28′ 59,6″ O | Der Obelisco Sallustiano                                               |
| Obelisco Pinciano        | Römisch     | 9,35               | 18          | Viale dell’Obelisco, Pincio      | 41° 54′ 38,9″ N, 12° 28′ 47,1″ O | Antinous-Obelisk auf dem Pincio                                        |
| Mussolini-Obelisk        | Italienisch | 17,4               | 300         | Foro Italico                     | 41° 55′ 54,9″ N, 12° 27′ 31,8″ O | Der Mussolini-Obelisk, 2012                                            |

Der folgende Obelisk stand von 1937 bis 2005 in Rom
| Name              | Herkunft   | Erhaltene Höhe (m) | Gewicht (t) | Früherer Standort in Rom | Standort heute   | Jahr der Rückgabe |
| ----------------- | ---------- | ------------------ | ----------- | ------------------------ | ---------------- | ----------------- |
| Obelisk von Aksum | Äthiopisch | 24                 | 160         | Piazza di Porta Capena   | Aksum, Äthiopien | 2005              |